# 沃利察-赫尼茲德奇夫斯卡
49°21′2″N 24°4′13″E / 49.35056°N 24.07028°E
沃利察-赫尼茲德奇夫斯卡（羅馬化：Volytsia-Hnizdychivska）是烏克蘭西部利維夫州斯特雷區的村莊。該村面積1平方公里，海拔高度256米，2001年人口382，人口密度每平方公里382人。